# Amsterdam Tournament
Het Amsterdam Tournament was een Nederlands vriendschappelijk voetbaltoernooi in Amsterdam. Het toernooi werd tussen 1999 en 2009 gespeeld. Hiervoor werd tussen 1975 en 1992 het Amsterdam 700 Toernooi gespeeld, oorspronkelijk ter gelegenheid van het 700-jarig bestaan van de stad Amsterdam en vervolgens jaarlijks.

## Geschiedenis
De organisatie van het Amsterdam 700 Toernooi in 1975 was in handen van Jack van Zanten (KNVB), Rien Bal (hoofd sportzaken gemeente Amsterdam) en Otto Roffel (directeur Olympisch Stadion). Voor de eerste editie werden in december 1974 als deelnemers RWDM, Feyenoord, FC Barcelona en FC Amsterdam aangekondigd. Met Ajax werd geen overeenstemming bereikt over de financiën. Nadat er in de pers ophef ontstond over een Amsterdam Tournament zonder Ajax maar wel met Feyenoord, werd er in april 1975 een overeenkomst gesloten waarbij FC Amsterdam haar plaats teruggaf en Ajax werd toegevoegd.

## Toernooi-opzet
Voorafgaand aan elk nieuwe voetbalseizoen nodigt het Amsterdam Tournament drie topclubs uit voor een toernooi in de Amsterdam ArenA. Tijdens het toernooi speelt elke club twee wedstrijden, verdeeld over twee dagen (vaak met een rustdag ertussen).
De puntentelling van het Amsterdam Tournament is bijzonder. Naast de gebruikelijke drie punten voor winst en een punt voor gelijkspel, levert elk doelpunt ook een punt op. Deze telling wordt gehanteerd om aanvallend spel te stimuleren. Een 3-3 levert zodoende bijvoorbeeld evenveel punten op als een 1-0.
Tot en met 1992 is het Olympisch Stadion toneel geweest voor de wedstrijden. Na een onderbreking van zes jaar werd het toernooi in 1999 in de Amsterdam ArenA door International Event Partnership (IEP) georganiseerd. Ajax was vanaf dit jaar geen organisator meer, maar wordt nog steeds als gastheer gezien. De IEP nodigt ook de deelnemers uit.
Teams die hebben meegedaan sinds de terugkeer in 1999 zijn: Arsenal, Galatasaray, Lazio, Valencia, FC Barcelona, Inter, Boca Juniors, FC Porto, Atlético Madrid, Santos, AC Milan, Liverpool, Manchester United, Parma, Panathinaikos, Benfica en Sunderland.

## Winnaars

### Amsterdam 700 Toernooi

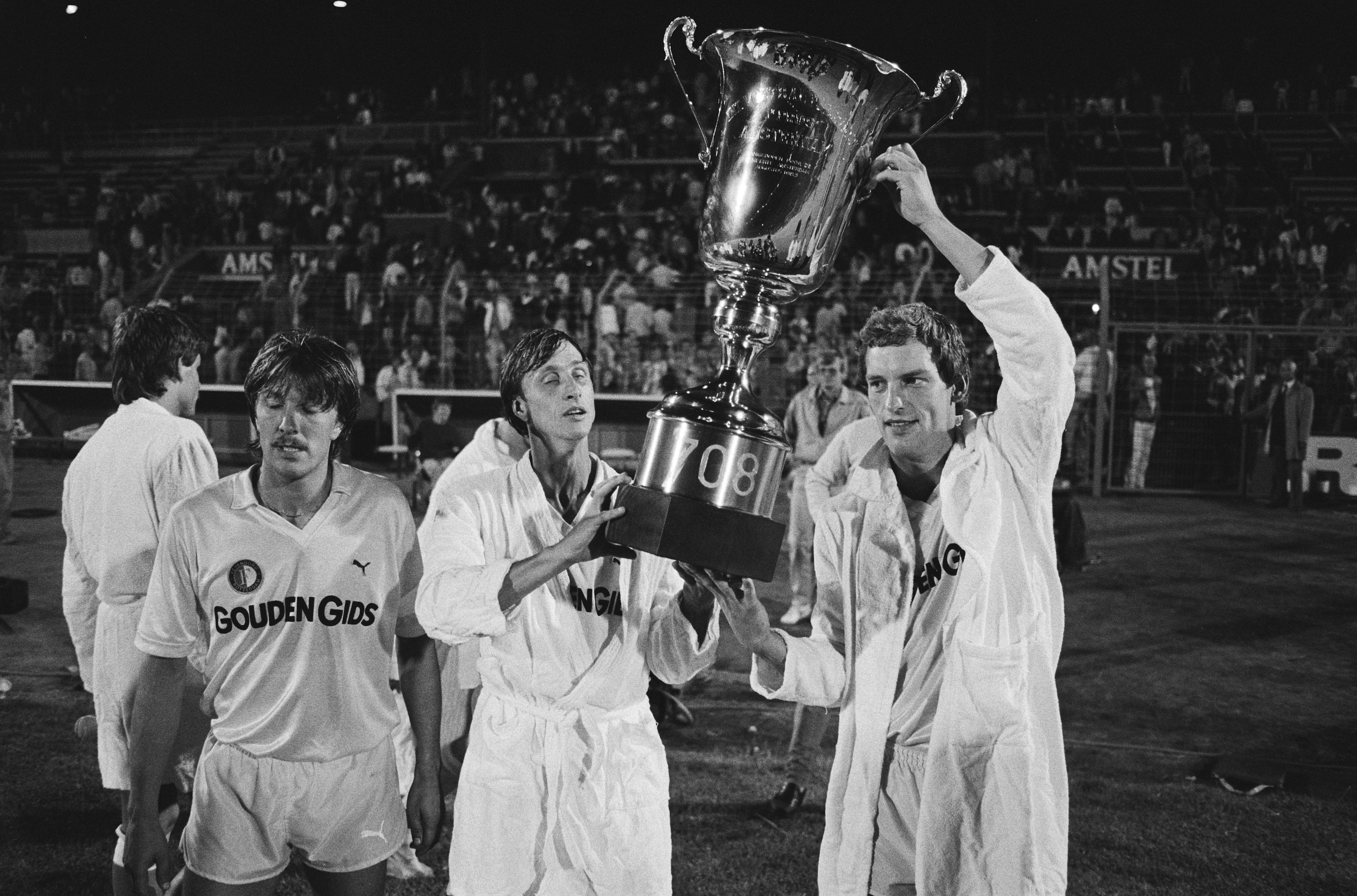
Cruijff en Vermeulen nemen in 1983 de beker voor het winnen van het toernooi in ontvangst namens Feyenoord.

- 1975 (700) –  RWD Molenbeek
- 1976 (701) –  RSC Anderlecht
- 1977 (702) –  AZ '67
- 1978 (703) –  AFC Ajax
- 1979 (704) –  AZ '67
- 1980 (705) –  AFC Ajax
- 1981 (706) –  Ipswich Town FC
- 1982 (707) –  AZ '67
- 1983 (708) –  Feyenoord
- 1984 (709) –  Atlético Mineiro
- 1985 (710) –  AFC Ajax
- 1986 (711) –  Dynamo Kiev
- 1987 (712) –  AFC Ajax
- 1988 (713) –  UC Sampdoria
- 1989 (714) –  KV Mechelen
- 1990 (715) –  Club Brugge
- 1991 (716) –  AFC Ajax
- 1992 (717) –  AFC Ajax
- 1993 (718) – afgelast

### Amsterdam Tournament
- 1999 –  SS Lazio
- 2000 –  FC Barcelona
- 2001 –  AFC Ajax
- 2002 –  AFC Ajax
- 2003 –  AFC Ajax
- 2004 –  AFC Ajax
- 2005 –  Arsenal FC
- 2006 –  Manchester United
- 2007 –  Arsenal FC
- 2008 –  Arsenal FC
- 2009 –  Benfica

## LG Amsterdam Tournament 2006
- Vrijdag 4 augustus 2006

1. Manchester United – FC Porto 3-1
2. Ajax – Inter 1-1

- Zaterdag 5 augustus 2006

1. FC Porto – Inter 2-3
2. Ajax – Manchester United 0-1

 Eindstand
| Club              | Wed | Win | Gel | Ver | DV | DT | +/− | Pnt |
| ----------------- | --- | --- | --- | --- | -- | -- | --- | --- |
| Manchester United | 2   | 2   | 0   | 0   | 4  | 1  | +3  | 10  |
| Inter             | 2   | 1   | 1   | 0   | 4  | 3  | +1  | 8   |
| FC Porto          | 2   | 0   | 0   | 2   | 3  | 6  | −3  | 3   |
| Ajax              | 2   | 0   | 1   | 1   | 1  | 2  | −1  | 2   |

## LG Amsterdam Tournament 2007
Het Amsterdam Tournament van 2007 vond plaats op 2 en 4 augustus in de Amsterdam ArenA.
 Eindstand
| Club            | Wed | Win | Gel | Ver | DV | DT | +/− | Pnt |
| --------------- | --- | --- | --- | --- | -- | -- | --- | --- |
| Arsenal FC      | 2   | 2   | 0   | 0   | 3  | 1  | +2  | 9   |
| Atlético Madrid | 2   | 1   | 0   | 1   | 3  | 3  | 0   | 6   |
| Ajax            | 2   | 1   | 0   | 1   | 2  | 1  | +1  | 5   |
| Lazio Roma      | 2   | 0   | 0   | 2   | 2  | 5  | −3  | 2   |

## LG Amsterdam Tournament 2008
Het Amsterdam Tournament van 2008 vond plaats op 8 en 9 augustus in de Amsterdam ArenA.
Eindstand
| Club       | Wed | Win | Gel | Ver | DV | DT | +/− | Pnt |
| ---------- | --- | --- | --- | --- | -- | -- | --- | --- |
| Arsenal FC | 2   | 1   | 1   | 0   | 4  | 3  | +1  | 8   |
| Inter      | 2   | 1   | 1   | 0   | 1  | 0  | +1  | 5   |
| Sevilla    | 2   | 0   | 2   | 0   | 1  | 1  | 0   | 3   |
| Ajax       | 2   | 0   | 0   | 2   | 2  | 4  | −2  | 2   |

## Amsterdam Tournament 2009
Het Amsterdam Tournament van 2009 vond plaats op 24 juli en 26 juli in de Amsterdam ArenA.
Eindstand
| Club            | Wed | Win | Gel | Ver | DV | DT | +/− | Pnt |
| --------------- | --- | --- | --- | --- | -- | -- | --- | --- |
| Benfica         | 2   | 2   | 0   | 0   | 5  | 2  | +3  | 11  |
| Ajax            | 2   | 0   | 1   | 1   | 5  | 6  | −1  | 6   |
| Sunderland      | 2   | 1   | 0   | 1   | 2  | 2  | 0   | 5   |
| Atlético Madrid | 2   | 0   | 1   | 1   | 3  | 5  | −2  | 4   |